# Reductio ad Hitlerum
Reductio ad Hitlerum je argumentační klam, kterým oponent znehodnocuje tvrzení proponenta na základě analogie s ideologií Adolfa Hitlera, Třetí říše nebo nacismu obecně.
Jako příklad lze uvést následující výměnu názorů:
- proponent: Jsem zásadně proti kouření.
- oponent: Hitler byl taky zásadně proti kouření. Jsi nacista a nikdo by tě neměl poslouchat.

Termín poprvé použil Leo Strauss roku 1953, vycházeje z logického důkazu sporem (reductio ad absurdum). Svým obsahem je však reductio ad Hitlerum podobné klamům ad hominem, ad misericordiam a ignoratio elenchi. Reductio ad Hitlerum se často používá k odvedení pozornosti od řešeného problému na základě asociace.
Přirovnání k Hitlerovi není argumentačním klamem tehdy, je-li tato zmínka relevantní k původnímu tématu diskuse a přitom je založená na relevantních souvislostech.